# Esquire Records
Esquire Records was een Brits jazz- en bluesplatenlabel. Het werd in 1947 opgericht door Carlo Krahmer en filmregisseur en schrijver Peter Newbrook. Het kwam met platen van Britse musici, maar bracht in licentie ook opnames uit van buitenlandse labels. Naast Tempo Records was dit label het belangrijkste label voor naoorlogse jazz in Engeland.
Voor Esquire namen vooral musici op die in de Londense club Eleven speelden. Musici die op het label uitkwamen waren onder meer Victor Feldman, Jimmy Deuchar, Ronnie Scott, Johnny Dankworth, Tony Crombie en Don Rendell. Van de Amerikaanse labels Dial Records, Prestige Records en Delmark kwamen opnames in licentie uit, zoals van Charlie Parker, Al Haig, Tyree Glenn, Bennie Green, Zoot Sims en het Modern Jazz Quartet (Dial) en van Miles Davis en Gene Ammons (Prestige). Van het Zweedse label Metronome werden opnames uitgebracht van onder meer Lars Gullin, Bengt Hallberg en Arne Domnérus, zodat de Engelsen hierdoor met Zweedse jazz in aanraking kwamen.
De firma was actief tot midden jaren zeventig. Na Carlo Krahmers overlijden nam zijn weduwe de leiding over. Hierna werden Esquire-platen in de serie 'Esquire Treasure Chest' opnieuw uitgebracht, waarvoor Newbrook deels verantwoordelijk was (hij overleed in 2009).

## Gelijknamig Australisch label
De eerste singles van Petula Clark werden in Australië uitgebracht door een platenmaatschappij die eveneens Esquire Records heette, en die ook wel onder de naam Esquire Mercury bekend was.